# Vortex de déchets du Pacifique nord
Pour les articles homonymes, voir Sixième continent.

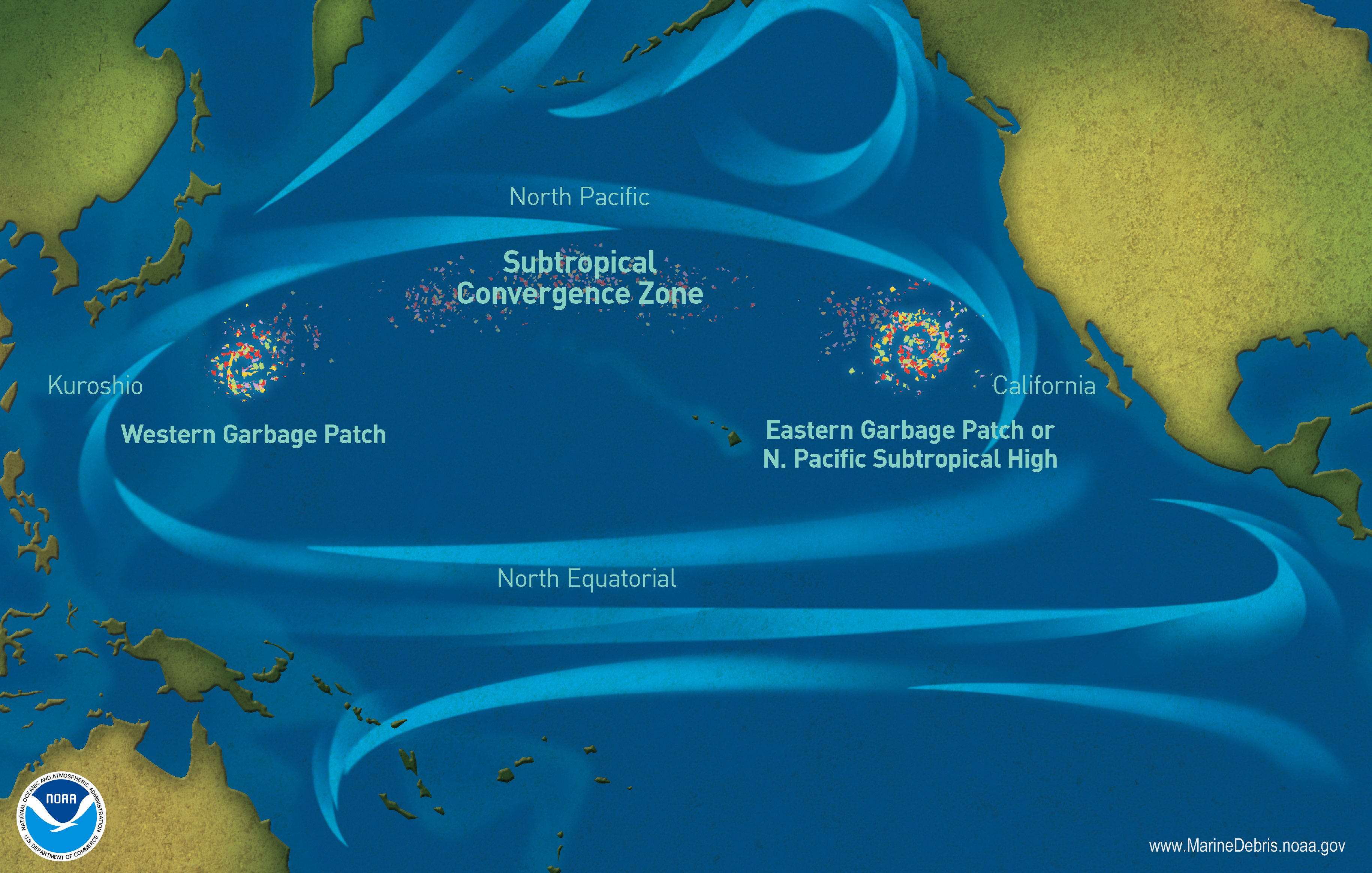
Vortex de déchets du Pacifique Nord.

Le vortex de déchets du Pacifique Nord est un vortex de déchets du gyre subtropical du Pacifique nord, également connu sous le nom de gyre de déchets, soupe plastique, sixième ou septième continent, vortex d'ordures ou encore grande zone d'ordures du Pacifique Nord. Pour les océans, le terme « continent de plastique » est également rencontré.
L'océanographe et skipper américain Charles J. Moore a découvert cette zone en 1997. Étant donné que la mer de déchets est translucide et se situe juste sous la surface de l'eau, elle n'est pas détectable sur les photographies prises par des satellites. Elle est seulement visible du pont des bateaux.
En 2011, au cours de l’expédition Tara Océans, les scientifiques à bord de la goélette ont étudié ce vortex, afin de comprendre les conséquences sur la biodiversité sous-marine des déchets de plastique. En 2013, une mission scientifique française, l'expédition 7e continent, s'est rendue sur place.
En 2015, le vortex a été exploré par l'expédition franco-suisse Race for Water.

## Description

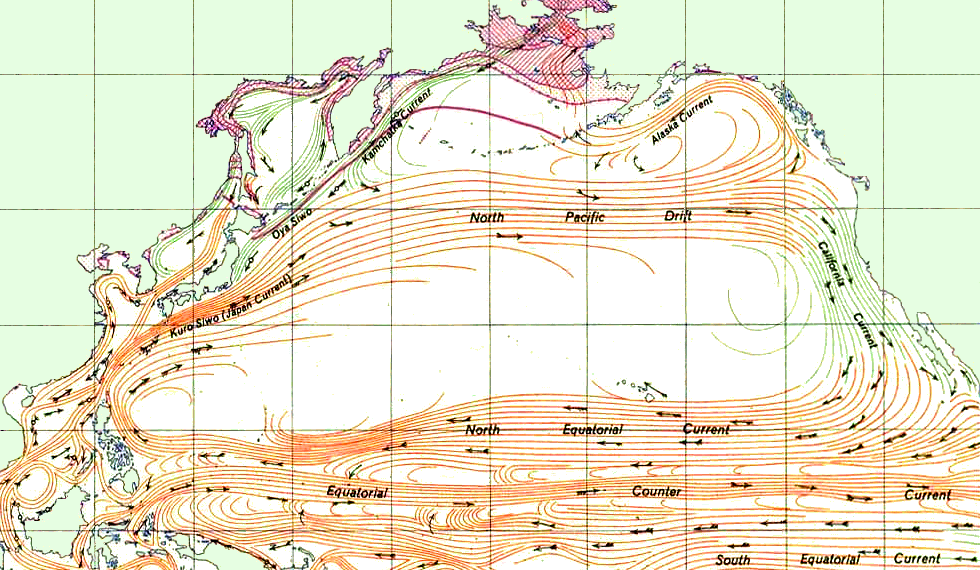
Gyre du Pacifique nord.

Le centre du Grand vortex du Pacifique nord est situé dans une latitude entre la cellule de Ferrel et la cellule de Hadley (voir Flux méridional). Il s'agit d'une zone relativement calme de l'océan Pacifique, où peu de bateaux circulent, vers laquelle le mouvement de rotation du vortex amène les déchets flottants. Ces déchets s'accumulent en bancs. Jusqu'à une époque récente, ces débris de nature organique subissaient une biodégradation. Les activités humaines y amènent désormais des débris en matières non biodégradables, comme des polymères et des débris de bateaux. Les matières plastiques y sont photodégradées en pièces et particules de plus en plus petites, mais celles-ci ne sont que très lentement métabolisées par les êtres vivants. La photodégradation des plastiques conduit à la production de déchets polluants, nocifs au milieu marin.
On trouve surtout en mer du polyéthylène, du polypropylène et du PET (plastiques de grande diffusion).

## Effets sur l'écosystème

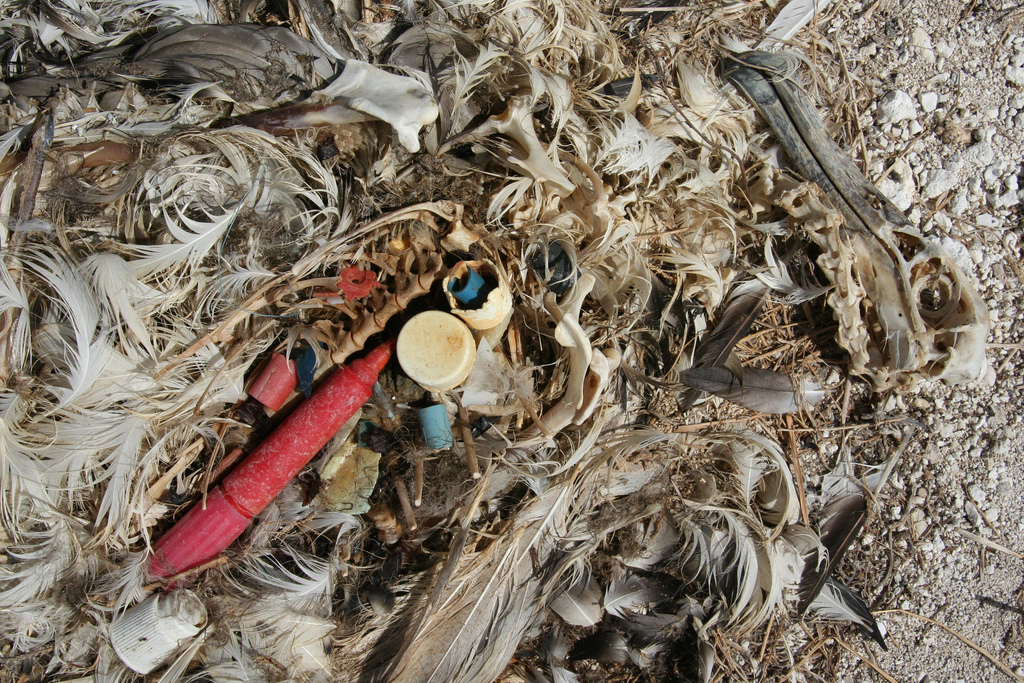
Un albatros du Laysan, tué par ses parents qui l'ont accidentellement nourri avec du plastique, retrouvé en 2006.

Sur des mesures effectuées en 2001 et en 2007, la masse de particules de plastique était six fois celle de zooplancton.
Les déchets plastiques ont une longévité qui peut atteindre plusieurs centaines d'années (entre 450 et 1000 ans[réf. nécessaire]) ; au fil du temps, ils se désagrègent sans que leur structure moléculaire ne change d'un iota. C'est ainsi qu'apparaissent des quantités colossales d'une sorte de « sable de plastique » qui, pour les animaux, a toutes les apparences de la nourriture. Ces plastiques, impossibles à digérer et difficiles à éliminer[réf. nécessaire], s'accumulent ainsi dans l'estomac des poissons, des méduses, des tortues et oiseaux marins. Par ailleurs, ces débris de plastique agissent comme des éponges, fixant des polluants organiques persistants (POP) dans des proportions plusieurs millions de fois supérieures à la normale, comme le DDT (dichlorodiphényltrichloroéthane, un pesticide) ou les PCB (polychlorobiphényles), des produits extrêmement toxiques. Les effets en cascade peuvent s'étendre et toucher l'homme, via la chaîne alimentaire par le phénomène de bioaccumulation. Greenpeace estime qu'à l'échelle de la Terre, environ un million d'oiseaux et cent mille mammifères marins meurent chaque année de l'ingestion de plastiques. Au total, plus de 267 espèces marines seraient affectées par cet amas colossal de déchets. L'espérance de vie de ces espèces est diminuée au niveau des gyres.

### Écosystème particulier
Toutefois, ces conditions très particulières semblent aussi profiter à certaines autres espèces opportunistes, du moins un certain temps. On observe la constitution d'un écosystème propre au « continent de plastique » avec notamment une prolifération du neuston (organismes vivant à la surface de l'eau) comme le nudibranche Glaucus ou les escargots Janthina.

## Caractéristiques physiques, mobilité
Les plastiques constituent 90 % des déchets flottants sur les océans. Le Programme des Nations unies pour l'environnement mentionnait en juin 2006 qu'on trouve en moyenne 18 500 morceaux de plastique par km2 d'océan sur une profondeur d'environ 30 mètres. En certains endroits, la quantité de plastiques est six fois supérieure à celle du plancton qui est le premier maillon essentiel à la vie dans les océans puisqu'au début de la chaîne alimentaire, on parle alors de « plancton plastique ».
Dans la zone de déchets du Pacifique, l'océanographe Charles Moore a mesuré une concentration de 334 000 déchets par km2 (variant de 32 000  à   1 million de pièces par km2) et une masse moyenne de 5,1 kg·km-2. La collecte a été effectuée à l'aide d'un chalut équipé d'une ouverture rectangulaire de 90 cm sur 15 cm disposé à la surface. Une récolte d'échantillon à 10 m de profondeur rapportait moins de la moitié de la quantité, essentiellement du fil de pêche.
L'estimation de la taille de l'étendue de déchets dépend de la source : 1 400 000 km2, 2 000 000 km2 (soit deux à trois fois la superficie de la France) ou en 2012 environ six fois la superficie de la France. L'océanographe Marcus Eriksen estime que la zone de déchets du Pacifique nord est en réalité constituée de deux zones interconnectées. Il affirme également que la zone de déchets commence à 500 milles nautiques de la côte de Californie et s'étend jusqu'aux abords de la côte japonaise.
Les « continents de plastiques » des cinq grands bassins sont formés par la conjonction des vents, des courants en lien avec la rotation de la Terre. Ils sont souvent perçus comme immuables. Mais, en s'appuyant sur une modélisation de la circulation océanique dans le Pacifique faite par le CNRS, une équipe de l'IRD estime qu'une partie de ces déchets peut en sortir via des « courants de sortie ». Des courants de « quelques centaines de kilomètres de large » quittent le cœur du gyre subtropical, emportant des déchets vers les côtes sud-américaines, ce que confirment des correspondants chiliens de l'IRD qui notent une augmentation régulière du nombre de déchets échoués et ramassés sur leurs littoraux.

## Sources des débris
En 2010, sur les 275 millions de tonnes de déchets plastiques produits par 192 pays, 4,8  à   12,8 millions de tonnes seraient déversées dans les océans. Et 70 % des plastiques qui s'aventurent en mer coulent tandis que le reste flotte, naviguant au gré des courants.
Moore estime que 80 % des déchets provient de sources terrestres, le reste provenant de bateaux. Il indique que les débris provenant de la côte orientale de l'Asie dérivent jusqu'à la zone de déchets en moins d'un an, et ceux provenant de la côte occidentale de l'Amérique dérivent en cinq ans.
La cause première de cette pollution grandissante a été identifiée par un groupe de chercheurs américains qui voulaient quantifier la quantité de déchets plastiques déversés dans les océans chaque année comme étant la mauvaise gestion du traitement des déchets . Les chercheurs expliquent cette mauvaise gestion par la relative jeunesse des industries de gestion, traitement et valorisation des déchets plastiques (le matériau est apparu entre 1930 et 1940) et l'absence des infrastructures dans de nombreuses nations. En effet, le système de gestion des déchets est souvent la dernière infrastructure mise en place, en plus des catastrophes naturelles qui peuvent provoquer le déversement de grandes quantités de déchets dans la mer, comme le séisme du 11 mars 2011 à Fukushima.[réf. nécessaire]
En établissant un lien de corrélation entre l'actuel traitement des déchets plastiques et la production dans le monde, en augmentation de 647 % pour les seules résines jetables comme les sacs et les bouteilles, les chercheurs ont ainsi estimé que les déchets de plastique présents dans les océans pourraient décupler en dix ans.

### Sources exceptionnelles

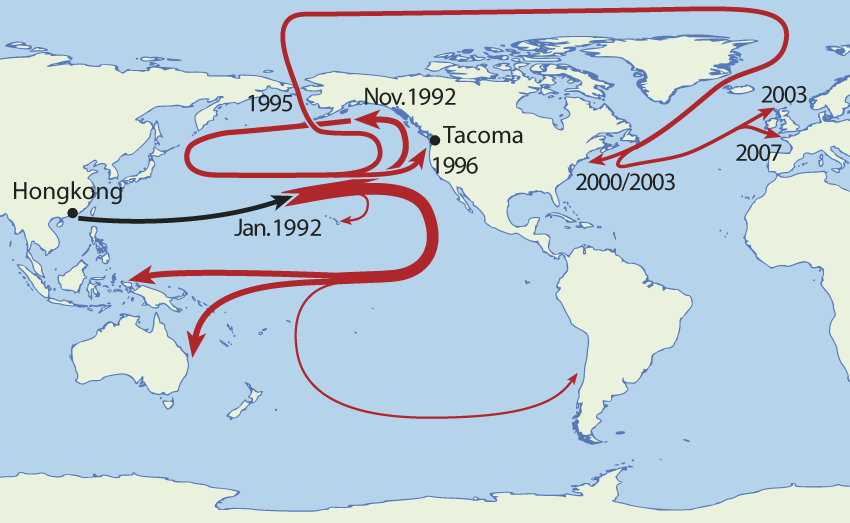
Trajet des jouets en plastique relâchés par un cargo dans le gyre d'ordures.

Occasionnellement, des changements dans les courants marins amènent des débris flottants de cargos dans les courants tournant autour du vortex du Pacifique, conduisant à l'échouage de ces déchets sur les plages adjacentes, selon un ordre prévisible.
Un de ces évènements resté célèbre est la perte d'environ 80 000 chaussures et bottes de la marque Nike du navire Hansa Carrier (en) en 1990. Les courants marins ont réparti ces chaussures sur les côtes de la Colombie-Britannique, de l'État de Washington, de l'Oregon et de l'archipel d'Hawaï pendant les trois années qui ont suivi.
En 1992, une autre perte de cargo a concerné environ 30 000 canards en plastique jaune, tortues bleues et grenouilles vertes de la marque « Friendly Floatees ». En 1994, une perte a concerné du matériel de hockey. Ces événements constituent un moyen d'étude des courants à l'échelle globale. Plusieurs institutions ont demandé aux populations de rapporter l'échouage de ces objets, afin de mesurer les mouvements des eaux de surface résultant des courants de profondeur,.

## Solutions pour réduire ces vortex

### Ramassages de déchets plastiques
Une des solutions pour réduire la pollution plastique est d'effectuer des ramassages de déchets plastiques. Il existe plusieurs associations dédiées à ces opérations.
Ainsi, Method Products (en), une entreprise basée à San Francisco, a organisé la récupération de déchets à Hawaï. Ensuite les déchets ont été recyclés en emballages plastiques pour du savon liquide. Du 4 mai au 23 juin 2020, l'association Ocean Voyages Institute organise une expédition qui ramasse 103 tonnes de déchets plastiques dans le continent pour les ramener à Hawaï, ce qui bat très largement le précédent record de récupération de déchets plastiques repêchés qui était de 48 tonnes, également détenu par l'association. À la suite de cela, Mary Crowley, la fondatrice d'Ocean Voyages Institute fait la remarque que les actions en mer ne peuvent pas suffire à elles seules, et qu'il faut surtout sensibiliser à l'impact des déchets plastiques sur la mer pour en réduire la source.
Une fois les déchets ramassés, plusieurs solutions de recyclage sont possibles.

### Autres solutions
Plusieurs projets ont été proposés pour récupérer les déchets in situ ; la difficulté étant de causer le moins de dégâts possibles à la vie marine.
Les projets les plus notables sont :
- P-Pod, de la fondation Abundant Seas[24] ;
- The Ocean Cleanup[25], proposé en 2012 par Boyan Slat, un étudiant néerlandais, lors d'une conférence TED[26]. Concept utilisant les courants marins pour amener les déchets à des plates-formes de récupération[27]. Projet mis en œuvre en 2018[28] mais dont la structure a été endommagée après quatre mois d'usage[29], avant d'être remis en service en septembre 2019[30]. D'après la Surfrider Foundation, le projet ne serait pas viable (en raison des difficultés liées aux tempêtes, notamment), raterait les microparticules qui forment la majorité des déchets, et déresponsabiliserait les consommateurs, les industriels et les politiques en leur enlevant leur sentiment de culpabilité[31].
- Depuis 2018, la fondation Ocean Voyages Institute utilise un système de traçage GPS des filets de pêches perdus (souvent issus de la pêche clandestine), car la récupération de ceux-ci permet en même temps de repêcher tous les déchets plastiques qui s'y sont coincés[22]. C'est l'utilisation de cette technique qui a permis d'expliquer la très nette augmentation de la quantité de déchets récupérés entre l'expédition menée par cette association en 2018 (48 tonnes) et celle en 2020 (103 tonnes, ce qui constitue le record de déchets plastiques repêchés)[22].